# Nanbu (Tottori)
Nanbu (南部町?, Nanbu-chō) è una cittadina giapponese della prefettura di Tottori.